# Штиглиц, Людвиг Иванович
Барон Людвиг Иванович фон Штиглиц (нем. Ludwig von Stieglitz; 24 декабря 1779, Бад-Арользен, Вальдек — 6 [18] марта 1843, Санкт-Петербург) — русский финансист, придворный банкир Александра I и Николая I.

## Биография

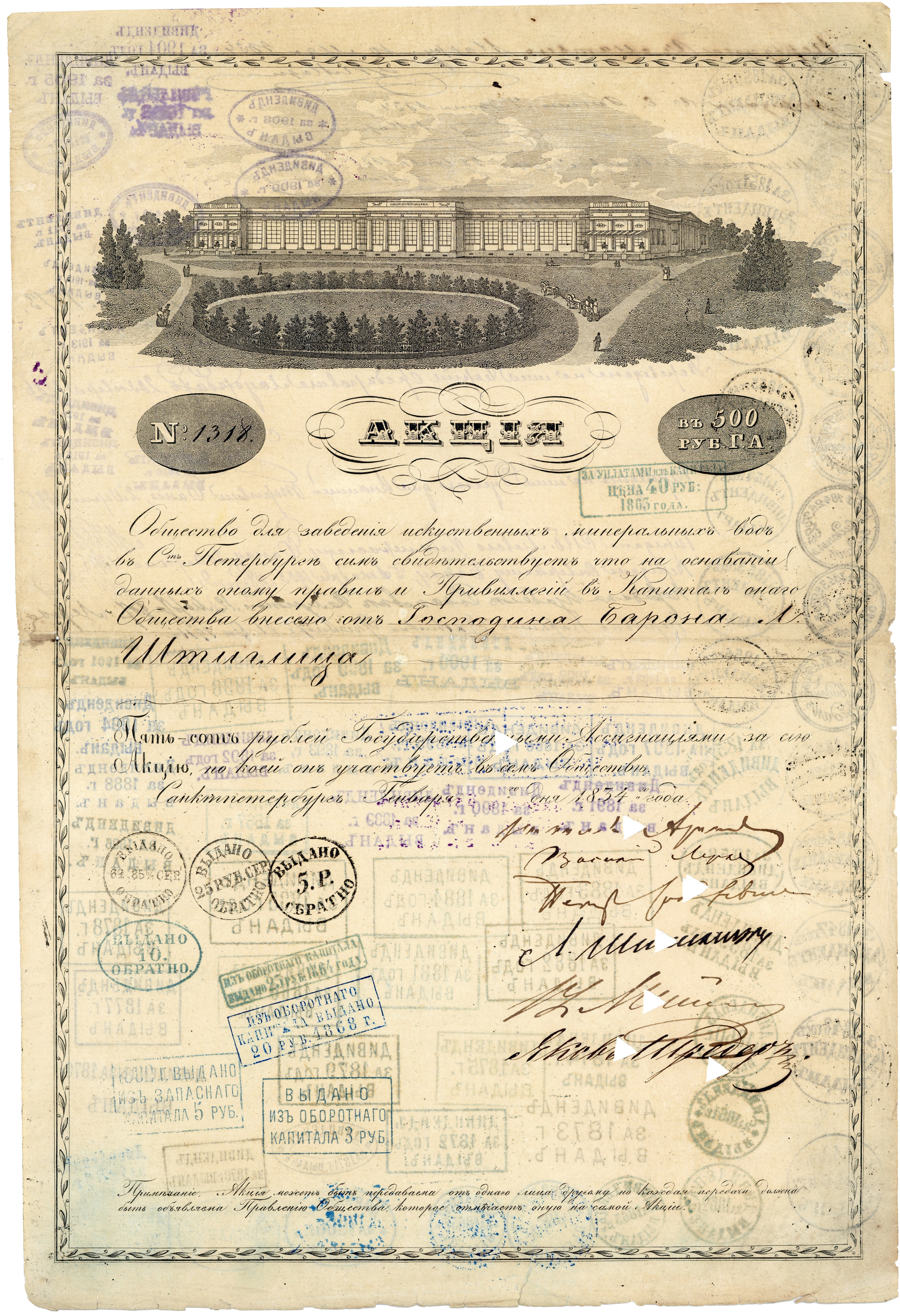
Акция Общества для заведения искусственных минеральных вод в Санкт-Петербурге за 500 рублей Государственная ассигнация, выданная в январе 1834 года барону Людвигу Штиглицу

Родился в княжестве Вальдеке, младшим из троих сыновей придворного банкира Хирша Бернарда Штиглица и его жены Эдели, урождённой Маркус; семья была еврейского происхождения. Был приписан к гамбургскому купечеству, но уже в молодых годах покинул Германию и приехал в Петербург в качестве биржевого маклера. Людвиг Штиглиц оказался самым удачливым из шести братьев.
Скоро присмотревшись к делу, начал самостоятельные денежные операции с основным капиталом в 100 000 рублей, ссуженных ему дядей, немецким банкиром. Сперва обороты не удались, но Штиглиц не унывал, и вторая ссуда того же дяди послужила основанием к колоссальному состоянию, которым впоследствии располагал Штиглиц. Ещё будучи в Гамбурге, стал масоном.
В 1803 году он записался в С.-Петербургское купечество 1-й гильдии и тогда же основал в Петербурге банкирский дом под фирмой «Штиглиц и К°». Его сметливость, оборотистость, точный расчет и самообладание определили надежный и быстрый коммерческий успех.
Умелыми финансовыми предприятиями, неутомимым трудолюбием и непоколебимой честностью Штиглиц скоро приобрёл в коммерческом мире громкое имя, возбуждавшее повсеместно беспредельную доверенность; торгово-промышленные начинания его пользовались самым широким кредитом, так как вексель Штиглица, по отзыву современников, являлся как бы наличными деньгами, а слово его ценилось выше всякого векселя.
В 1812 году, в разгар Отечественной войны, как усердный патриот России, он сделал крупное пожертвование на военные нужды и был пожалован за это бронзовой медалью на аннинской ленте. В том же году Людвиг Штиглиц отказывается от иудаизма и принимает лютеранство. Этот шаг Людвиг совершил вполне обдуманно. Распространявшиеся на иудеев юридические ограничения сковывали его многообразную деятельность, и он предпочел отступничество.
В 1813 году Штиглиц был зачислен в нарвское купечество, а через 12 лет (1825 год) поступил обратно в С.-Петербургские иногородние гости. К этому времени он располагал уже весьма крупным состоянием, отчасти в капиталах, отчасти в торгово-промышленных предприятиях в Петербурге и Нарве. У него были обширные сахарные заводы, большая бумагопрядильная мануфактура, прекрасно оборудованный свечной завод, образцовые овчарни мериносов; кроме того, при ближайшем его участии заведено было правильное пароходство между Петербургом и Любеком, основано страховое от огня общество, общество для приготовления искусственных минеральных вод и многие другие полезные и выгодные предприятия.
Неутомимая и благотворная деятельность Штиглица обратила на себя внимание правительства, и за услуги, оказанные в деле распространения отечественной торговли, он, по Высочайшему повелению, 22 августа 1826 г. возведен был в потомственное баронское достоинство Российской империи, а вслед за тем, в 1828 г., перечислен в С.-Петербургское первостатейное купечество. С этого времени Штиглиц, как лицо опытное в финансовых и коммерческих делах, не раз привлекался правительством к обсуждению торгово-промышленных вопросов.
В 1828 г. он был сделан членом мануфактурного совета при министерстве финансов, в 1829 г. членом вновь учрежденного при том же министерстве коммерческого совета; затем в 1836 г. назначен был членом совещательного комитета по предмету учреждения Российско-Азиатской торговой компании; наконец, в течение многих лет состоял членом совета государственных кредитных установлений.
В высшей степени полезная государственная деятельность Штиглица в этих учреждениях отмечена была Высочайшими наградами: в 1831 г. «за труды и усердие на пользу отечественной торговли и промышленности» ему пожалован был орден св. Анны 2-й степени, а в 1836 г. — орден св. Владимира 3-й степени. Последнее распоряжение было вызвано не только его заслугами в сфере торгово-промышленной, но и широкой его благотворительностью и заботами о распространении просвещения. Занятый, казалось, всецело своими коммерческими и банкирскими делами, Штиглиц, однако, не был чужд впечатлениям всего изящного и доброго.
Восприимчивый и образованный ум его находил удовольствие в учёных и литературных занятиях. Он любил окружать себя людьми просвещенными и в беседах с ними отдыхал после трудов своих. С интересом следил он и за успехами литературы на западе, причем корреспонденты его отовсюду присылали ему все достойные внимания книги тотчас по выходе их в свет. Но главное внимание Штиглица было сосредоточено на духовных и материальных нуждах его новых соотечественников.
Желая прийти на помощь учащемуся юношеству, он в 1835 г. внёс значительную сумму в пожертвование С.-Петербургского Биржевого общества на содержание за счет доходов биржи нескольких воспитанников Технологического института и училищ: Коммерческого и Торгового мореплавания, за что и удостоен был монаршего благоволения.
Высочайшей же признательностью отмечено было в 1840 г. многолетнее исполнение им, с отличным усердием, обязанностей члена совета Коммерческого училища, при коем тогда же на средства Штиглица построено было трехэтажное каменное здание с помещением для церкви, залы собрания и двух рекреационных зал. О нуждах этого училища Штиглиц продолжал заботиться в течение всей своей дальнейшей жизни точно так же, как и о высшем коммерческом пансионе, где с 1839 г. тоже состоял членом совета.
Будучи человеком в высшей степени отзывчивым, Штиглиц охотно тратил избытки свои на благотворение ближним и всегда готов был участвовать во всяком общеполезном и благом деле. В 1838 г. значительные суммы были пожертвованы им в пользу заведения для разбора и призрения нищих и в 1840 г. — в пользу детской больницы. Наконец, исключительно на пожертвования Штиглица учрежден был в Петербурге образцовый приют на 150 сирот. Высочайшей же благодарности удостоился он в 1841 г. и за отличное содержание людей на своих заводах. В последние годы своей жизни Штиглиц, как крупнейший столичный коммерсант, не раз заявивший свои способности правительству, был пожалован званием придворного банкира.
Умер скоропостижно «от нервического удара» в возрасте 63 лет. По словам барона М. А. Корфа, Штиглиц всегда пользовался цветущим здоровьем и на вид ему казалось едва за 50 лет. Но будучи на бирже, он почувствовал зубную боль, от которой врач его посоветовал ему приставить три пиявки. Проведя ночь не совсем спокойно, утром в 9 часов утра, выпивши чаю, он приказал камердинеру послать за дантистом. Тот вышел на лестницу и отдав, приказание, воротившись, нашел своего господина уже мертвым. Его поразил на месте апоплексический удар.
В день его похорон, по Высочайшему соизволению на просьбу купечества, в знак траура была закрыта биржа. Сами похороны, однако, согласно всегдашнему желанию Штиглица, происходили очень просто, без всякой пышности, несмотря на огромное 30-миллионное наследство, оставленное покойным. Похоронен на Волковом лютеранском кладбище в С.-Петербурге, могила не сохранилась.

## Семья
От брака с Ангеликой Христианой Амалией Готшальк-Дюссельдорф, было трое детей. Дочь — Наталья (1804—1882; замужем за нидерландским консулом Гардером), и два сына — Николай (1807—1833) и Александр (1814—1884).